# Liste der Bergbauhalden im Saarland

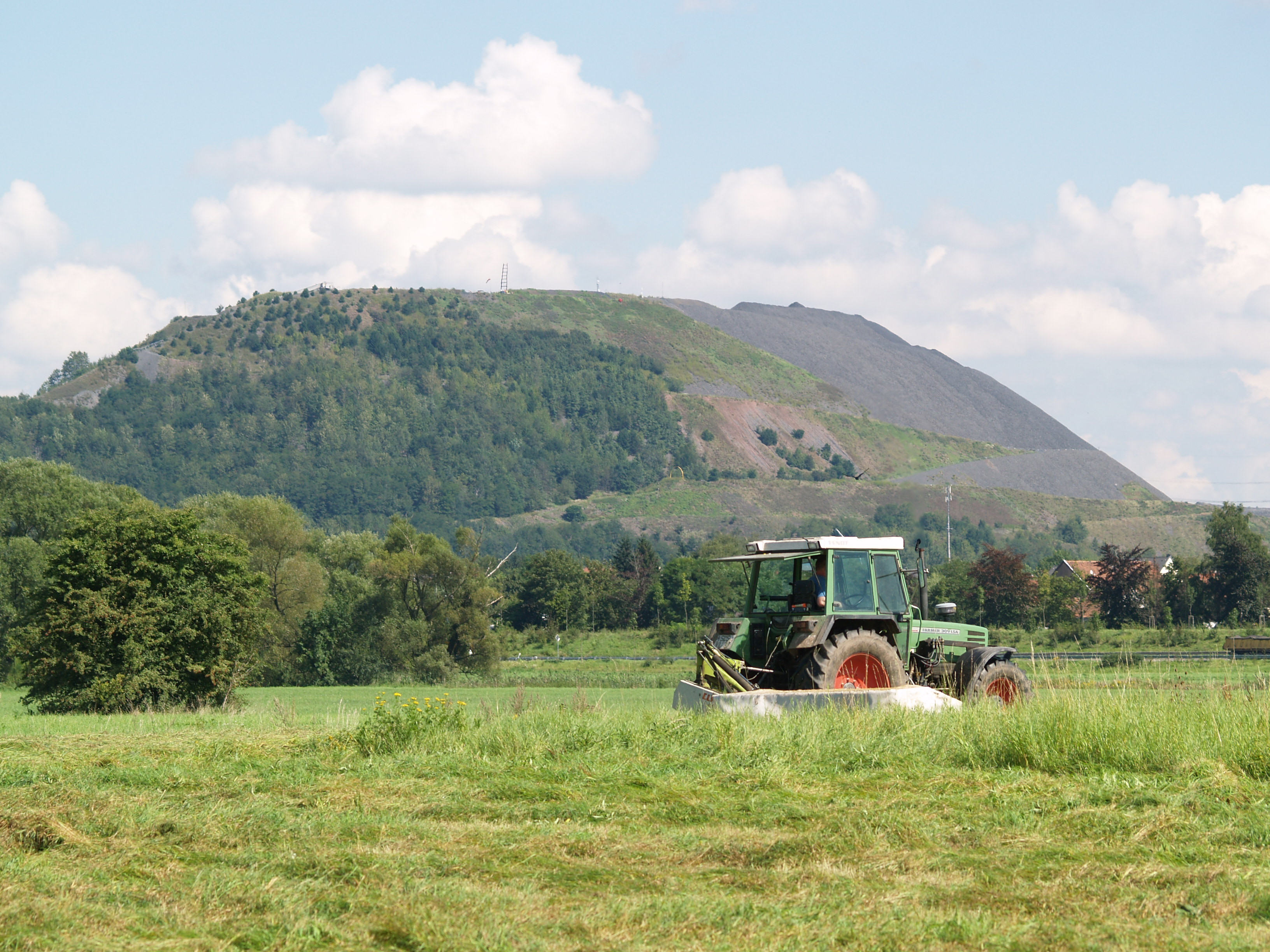
Bergehalde Ensdorf

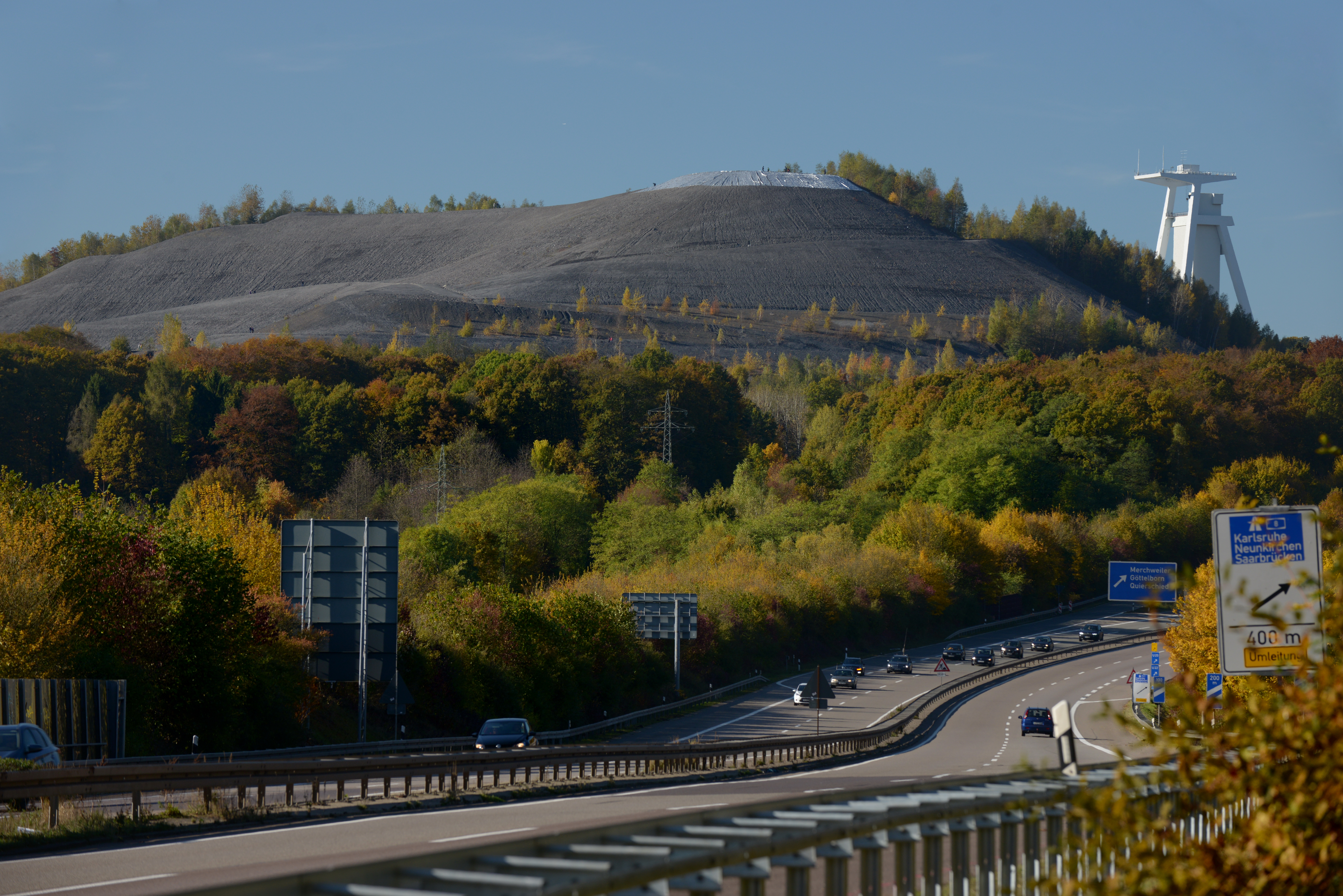
Bergehalde der Grube Göttelborn

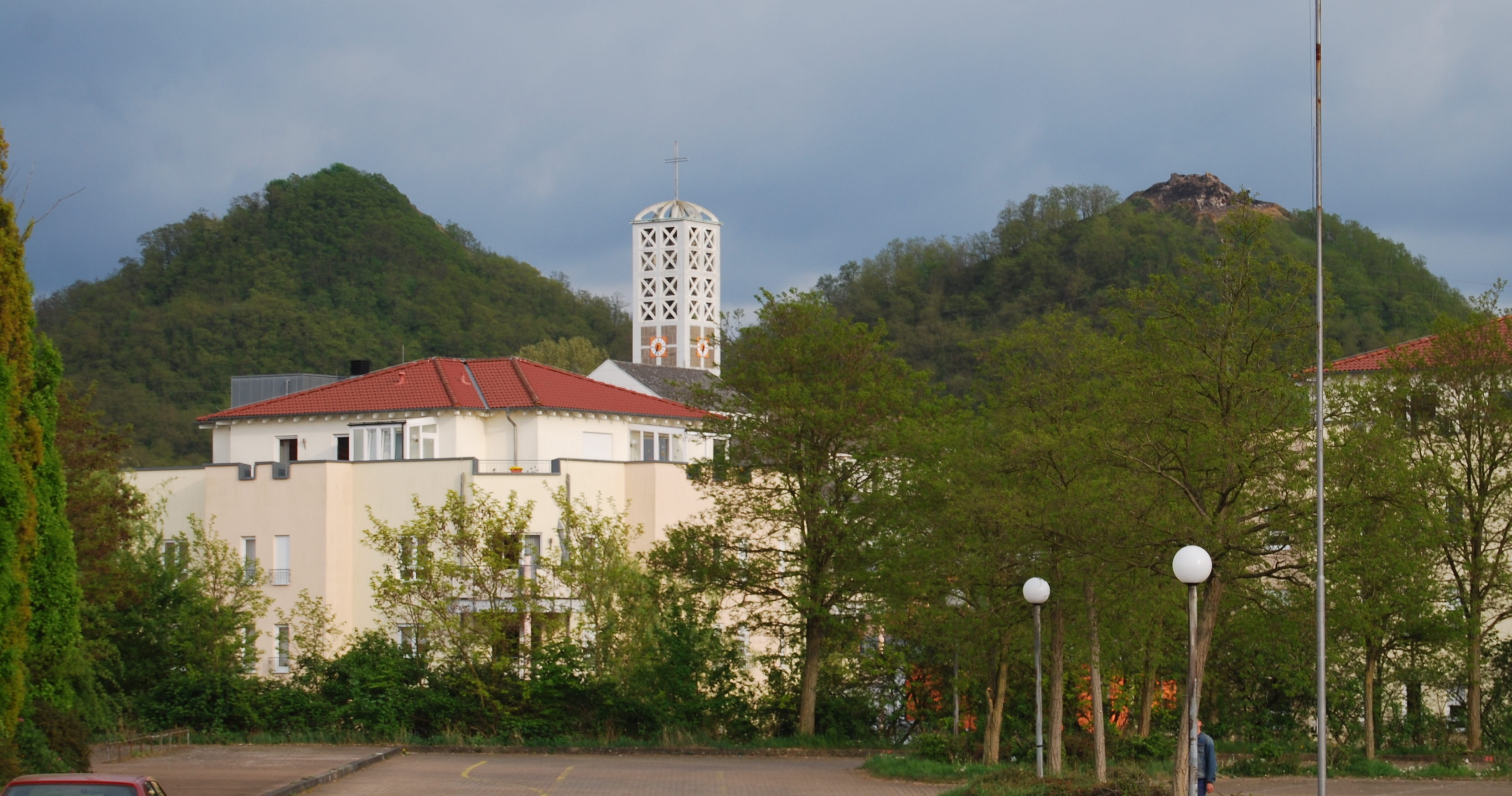
Halden Hermann und Dorothea, Völklingen

Die Liste der Bergbauhalden im Saarland enthält die Bergbauhalden im deutschen Bundesland Saarland.

## Liste der Halden
1. Bergehalde Viktoria, Püttlingen
2. Bergehalde Schacht III Höchen, Bexbach
3. Bergehalde Luisenthal, Völklingen
4. Bergehalde Lydia, Quierschied
5. Bergehalde Ensdorf, Halde Duhamel, Ensdorf
6. Bergehalde Göttelborn, Quierschied
7. Halde Grühlingstraße, Saarbrücken
8. Halde Pfeifershofweg, Saarbrücken
9. Halde der Grube Reden, Schiffweiler
10. Halde Von der Heydt, Saarbrücken
11. Halden Hermann und Dorothea, Völklingen
12. Kleiner Fuji, Kirschheckschacht, Grube Heydt, Saarbrücken, liegt an der Urwaldtour
13. Ehemalige Bergehalde Griesborn, Bergwerk Saar, Ensdorf
14. Halde der Grube Maybach, Friedrichsthal